# Ángel Barajas
Ángel Barajas, född 12 augusti 2006, är en colombiansk gymnast.

## Karriär
Barajas tog guld i fristående och barr samt silver i mångkamp och räck vid juniorvärldsmästerskapen i artistisk gymnastik år 2023. Vid OS 2024 tog han silver i räck.